# Perdut a Florència
Perdut a Florència (títol original en anglès, Lost in Florence) és una pel·lícula de drama romàntic del 2017 escrita i dirigida per Evan Oppenheimer i protagonitzada per Brett Dalton, Alessandra Mastronardi, Alessandro Preziosi i Stana Katic. S'ha doblat i subtitulat al català.
Originalment titulat The Tourist, el rodatge va tenir lloc a Florència durant quatre setmanes a partir del 9 de juny de 2014, i es va completar al voltant del 10 de juliol de 2014.
El 2016, dos anys després de la producció, la pel·lícula va ser distribuïda per Orion Pictures i Gunpowder & Sky, i es va estrenar el 27 de gener de 2017.
A la pel·lícula, es juga el calcio florentí, una antiga forma de futbol de la Florència de partir del segle xvi.